# Musée national de Papouasie-Nouvelle-Guinée
Le musée national de Papouasie-Nouvelle-Guinée (en anglais, PNG National Museum and Art Gallery) est le principal musée de Papouasie-Nouvelle-Guinée. Il est installé dans la capitale, Port Moresby, précisément dans le quartier de Waigani, banlieue où se trouvent aussi l'université, le Parlement, la demeure du Premier ministre et la Cour suprême.
Ses collections se concentrent sur trois grands axes : l'art papou traditionnel, la production contemporaine et les objets en lien avec la campagne de Nouvelle-Guinée, pendant la guerre du Pacifique.